# The Blackout! The Blackout! The Blackout!
The Blackout! The Blackout! The Blackout! is een mini-album van de band The Blackout. Het werd uitgebracht op 23 oktober 2006. Het mini-album bevat zes nummers waaronder de single Hard Slammin'.

## Tracklist
- 1. I'm A Riot? You're A Fucking Riot!
- 2. Hard Slammin'
- 3. Murder In The Make-Believe Ballroom
- 4. It's High Tide Baby!
- 5. You And Your Friends vs. Me And The Revolution
- 6. Fashion Conscious Suicide

Japanse bonus-tracks:
- 7. Go Burn City Hall To The Ground
- 8. Wild Nights & Fist Fights
- 9. It's High Tide Baby! (Akoestisch)

## Trivia
- It's High Tide Baby! is opgenomen samen met Lostprophets-zanger Ian Watkins, en de akoestische versie van dit nummer staat ook op de B-kant van de single Hard Slammin'.
- It's High Tide Baby! en Murder in The Make-Believe Ballroom staan tevens op het debuutalbum van The Blackout, We Are The Dynamite.
- Go Burn City Hall To The Ground en Wild Nights & Fist Fights zijn nummers van de demo Pull No Punches. De nummers zijn ook als B-kant gebruikt voor de The Beijing Cocktail-single.